# Til julebal i Nisseland
"Til julebal i Nisseland" er en dansk julesang, der stammer fra filmen Far til fire i byen (1956). Teksten er skrevet af Victor Skaarup og melodien af Svend Gyldmark. Den synges i filmen af Lille Per spillet af Ole Neumann.

## Sangen i filmen
Sangen optræder i filmen i en sekvens, hvor Lille Per drømmer, at han bliver hentet ud gennem vinduet af nogle nisser, der tager ham med til en hule, hvor nisserne bor. Her danser og synger de alle, og Lille Per får en nissehue af nissernes konge. Til sidst forlader han ballet og går tilbage til sin seng, hvor søvnen igen overmander ham, og han falder i søvn.

## Andre versioner
Sangen er blevet en dansk klassiker, der er indspillet af en række kunstnere, heriblandt:
- Poul Bundgaard og The Golden Girls (1965) på albummet Julegaven[2]
- Johnny Reimar (1975) på albummet Juleparty / Børneparty 2[3]
- Katy Bødtger og Ungerne (1980) på albummet Børne-Jule-Land[4]
- Erik Paaske (1987) på albummet Nu har vi altså jul igen[5]
- Diskofil (1995) på albummet Plagiat (som "Julebal i Nisseland")[6]
- Elisabeth (1998) på Nissekys & Stjernedrys[7]
- Kandis (1999) på albummet Nu ved jeg julemanden er på vej[8]
- Creamy (2001) på albummet ChristmasSnow[9]